# Kombori
Kombori ist sowohl eine Gemeinde (französisch commune rurale) als auch ein dasselbe Gebiet umfassendes Departement im westafrikanischen Staat Burkina Faso, in der Region Boucle du Mouhoun und der Provinz Kossi. Die Gemeinde hat in 17 Dörfern 8300 Einwohner.